# Sextus Marcius Priscus
Sextus Marcius Priscus war ein im 1. Jahrhundert n. Chr. lebender römischer Politiker.
Durch mehrere Inschriften, ist belegt, dass Priscus Statthalter (Legatus Augusti pro praetore) in der Provinz Lycia war. Durch eine weitere Inschrift, die auf den 30. Dezember eines unbestimmten Jahres (entweder 71 oder 72) datiert ist, ist belegt, dass er zusammen mit Gnaeus Pinarius Aemilius Cicatricula Suffektkonsul war.
Möglicherweise war Sextus Marcius Honoratus, Suffektkonsul im Jahr 110, sein Sohn.

## Dauer der Statthalterschaft
Die Statthalterschaft von Priscus wurde früher in die Amtsjahre 67/68 bis 69/70 datiert. Durch eine Inschrift aus Patara ist inzwischen belegt, dass seine Statthalterschaft acht Jahre gedauert hat; er dürfte daher Statthalter entweder von 63 bis 70 (oder von 64 bis 71) gewesen sein.